# António de Oliveira Salazar
António de Oliveira Salazar (n. 28 aprilie 1889, Vimieiro (Santa Comba Dão)⁠(d), Districtul Viseu, Portugalia – d. 27 iulie 1970, Lisabona, Portugalia) a fost un om politic portughez. Fondator și președinte al partidului corporatist Uniunea Națională. Salazar a înființat partidul Estado Novo, care a condus regimul dictatorial creștin de extremă dreaptă din Portugalia în perioada 1932–1974.